# Psectrocladius nevalis
Psectrocladius nevalis är en tvåvingeart som beskrevs av Akhrorov 1977. Psectrocladius nevalis ingår i släktet Psectrocladius och familjen fjädermyggor. Inga underarter finns listade i Catalogue of Life.